# ناتاشا وليامز
ناتاشا وليامز (بالإنجليزية: Natasha Williams)‏ هي ممثلة بريطانية، ولدت في 18 يوليو 1971 في جامايكا.

## وصلات خارجية
- ناتاشا وليامز على موقع IMDb (الإنجليزية)
- ناتاشا وليامز على موقع قاعدة بيانات الفيلم (الإنجليزية)